# Plaine
Plaine település Franciaországban, Bas-Rhin megyében. Lakosainak száma 983 fő (2022. január 1.). Plaine Saulxures, Le Saulcy, La Broque, Fouday, Saint-Blaise-la-Roche, Solbach és Belval községekkel határos.

## Népesség
A település népességének változása:
| Lakosok száma | 986  | 984  | 1000 | 993  | 998  | 997  | 999  | 982  | 983  |
|               | 2013 | 2015 | 2016 | 2017 | 2018 | 2019 | 2020 | 2021 | 2022 |